# M67 (Mashreq)
De M67 is een secundaire noord-zuidroute in het Internationaal wegennetwerk van de Arabische Mashreq, die door de oostelijke Nijldelta loopt. De weg begint in Al Qantara en loopt daarna via Ismaïlia naar Caïro. Daarbij voert de weg slechts door één land, namelijk Egypte.
M5 · 
M7 · 
M9 · 
M10 · 
M15 · 
M20 · 
M25 · 
M30 · 
M35 · 
M40 · 
M45 · 
M47 · 
M50 · 
M51 · 
M55 · 
M60 · 
M65 · 
M67 · 
M70 · 
M75 · 
M80 · 
M90 · 
M100